# 34133 Charlesfenske
34133 Charlesfenske este o planetă minoră (asteroid), cu un diametru de 7,661 km, din centura de asteroizi. A fost descoperită pe 24 august 2000 la Experimental Test Site⁠(d) de Lincoln Near-Earth Asteroid Research. 
Obiectul prezintă o orbită caracterizată de o semiaxă mare de 2,9281312 UAi, o excentricitate de 0,03, o înclinație de 2,14988 ° în raport cu ecliptica.